# NBA 2K (jogo eletrônico)
NBA 2K é um simulador do campeonato norte-americano de basquete (NBA) da temporada de 2000. Foi desenvolvido pela Visual Concepts e publicado pela Sega.